# Jodipura, Malur
Jodipura là một làng thuộc tehsil Malur, huyện Kolar, bang Karnataka, Ấn Độ.